# Galà dei Castelli 2021
Die Galà dei Castelli 2021 war eine Leichtathletik-Veranstaltung, die am 14. September 2021 im Stadio Comunale im Schweizer Bellinzona stattfand. Die Veranstaltung war Teil der World Athletics Continental Tour und zählte zu den Silber-Meetings, der zweithöchsten Kategorie dieser Leichtathletik-Serie. Es war dies die letzte Veranstaltung auf dieser Ebene im Jahr 2021.

## Resultate

### Männer

#### 100 m
| Platz | Athlet          | Land | Zeit (s) |
| ----- | --------------- | ---- | -------- |
| 1     | Andre De Grasse | CAN  | 10,06    |
| 2     | Fred Kerley     | USA  | 10,11    |
| 3     | Justin Gatlin   | USA  | 10,13    |
| 4     | Nigel Ellis     | JAM  | 10,22    |
| 5     | Mouhamadou Fall | FRA  | 10,25    |
| 6     | Reece Prescod   | GBR  | 10,26    |
| 7     | Mike Rodgers    | USA  | 10,27    |
| 8     | William Reais   | USA  | 10,46    |

Wind: −0,1 m/s

#### 400 m
| Platz | Athlet              | Land | Zeit (s) |
| ----- | ------------------- | ---- | -------- |
| 1     | Jochem Dobber       | NED  | 45,28    |
| 2     | Vernon Norwood      | USA  | 45,31    |
| 3     | Christopher Taylor  | JAM  | 45,70    |
| 4     | Alex Haydock-Wilson | GBR  | 46,33    |
| 5     | Ricky Petrucciani   | SUI  | 46,38    |
| 6     | Davide Re           | ITA  | 46,58    |

#### 1500 m
| Platz                       | Athlet             | Land | Zeit (min) |
| --------------------------- | ------------------ | ---- | ---------- |
| 1                           | Charles Grethen    | LUX  | 3:35,48 MR |
| 2                           | Filip Sasínek      | CZE  | 3:35,82 SB |
| 3                           | Pietro Arese       | ETH  | 3:37,23 PB |
| 4                           | Simon Denissel     | FRA  | 3:37,45    |
| 5                           | Luke McCann        | IRL  | 3:37,68    |
| 6                           | Hamish Carson      | NZL  | 3:37,76    |
| 7                           | David Nikolli      | ALB  | 3:37,86    |
| 8                           | Luca Noti          | SUI  | 3:38,83 PB |
| 9                           | Matthew Ramsden    | AUS  | 3:39,03    |
| 10                          | Bethwell Birgen    | KEN  | 3:40,02    |
| 11                          | Simas Bertašius    | LTU  | 3:40,36    |
| 12                          | Julien Stalhandske | SUI  | 3:40,76    |
| 13                          | Guillaume Laurent  | SUI  | 3:48,43    |
|                             | Jonas Raess        | SUI  | DNF        |
| Adam Czerwiński (Pacemaker) | POL                | DNF  |            |
| Erik Sowinski (Pacemaker)   | USA                | DNF  |            |

#### 110 m Hürden
| Platz | Athlet              | Land | Zeit (s) |
| ----- | ------------------- | ---- | -------- |
| 1     | Jason Joseph        | SUI  | 13,34    |
| 2     | Rafael Pereira      | BRA  | 13,40    |
| 3     | Michael Dickson     | GBR  | 13,42    |
| 4     | Koen Smet           | NED  | 13,52    |
| 5     | Witalij Parachonka  | BLR  | 13,70    |
| 6     | Liam van der Schaaf | NED  | 13,76    |
| 7     | Paolo Dal Molin     | ITA  | 14,28    |
| 8     | Damion Thomas       | JAM  | 25,32    |

Wind: +1,1 m/s

#### 400 m Hürden
| Platz | Athlet            | Land | Zeit (s) |
| ----- | ----------------- | ---- | -------- |
| 1     | Alison dos Santos | BRA  | 48,15 MR |
| 2     | Rasmus Mägi       | EST  | 48,53    |
| 3     | Emil Agyekum      | GER  | 49,15    |
| 4     | Constantin Preis  | GER  | 49,50    |
| 5     | Jaheel Hyde       | JAM  | 49,73    |
| 6     | Aldrich Bailey    | USA  | 50,11    |

#### Weitsprung
| Platz | Athlet              | Land | Weite (m) |
| ----- | ------------------- | ---- | --------- |
| 1     | Filippo Randazzo    | ITA  | 7,81      |
| 2     | Benjamin Gföhler    | SUI  | 7,75      |
| 3     | Emiliano Lasa       | URU  | 7,74      |
| 4     | Radek Juška         | CZE  | 7,74      |
| 5     | Antonino Trio       | ITA  | 7,45      |
| 6     | Yasser Triki        | ALG  | 7,41      |
| 7     | Christopher Ullmann | SUI  | 7,16      |

### Frauen

#### 100 m
| Platz | Athlet                  | Land | Zeit (s) |
| ----- | ----------------------- | ---- | -------- |
| 1     | Shelly-Ann Fraser-Pryce | JAM  | 10,78 MR |
| 2     | Mujinga Kambundji       | SUI  | 10,99    |
| 3     | Ajla Del Ponte          | SUI  | 11,11    |
| 4     | Natasha Morrison        | JAM  | 11,17    |
| 5     | Michelle-Lee Ahye       | TTO  | 11,19    |
| 6     | Alexandra Burghardt     | GER  | 11,30    |
| 7     | Anna Kiełbasińska       | POL  | 11,30 PB |
| 8     | Léonie Pointet          | SUI  | 11,49    |

Wind: +0,5 m/s

#### 200 m
| Platz | Athlet            | Land | Zeit (s) |
| ----- | ----------------- | ---- | -------- |
| 1     | Mujinga Kambundji | SUI  | 22,36    |
| 2     | Anna Kiełbasińska | POL  | 22,92    |
| 3     | Lieke Klaver      | NED  | 23,16    |
| 4     | Beth Dobbin       | GBR  | 23,47    |
| 5     | Candice McLeod    | JAM  | 24,18    |

Wind: +0,6 m/s

#### 800 m
| Platz | Athlet                      | Land | Zeit (min) |
| ----- | --------------------------- | ---- | ---------- |
| 1     | Natoya Goule                | JAM  | 1:58,20    |
| 2     | Chanelle Price              | USA  | 1:59,75    |
| 3     | Lovisa Lindh                | SWE  | 1:59,94    |
| 4     | Christina Hering            | GER  | 1:59,95 SB |
| 5     | Hedda Hynne                 | NOR  | 1:59,98    |
| 6     | Lore Hoffmann               | SUI  | 1:59,98    |
| 7     | Sara Kuivisto               | FIN  | 2:00,03    |
| 8     | Valentina Rosamilia         | SUI  | 2:01,91 PB |
| 9     | Déborah Rodríguez           | URU  | 2:01,97    |
| 10    | Elena Bellò                 | ITA  | 2:02,51    |
| 11    | Delia Sclabas               | SUI  | 2:05,36    |
|       | Aneta Lemiesz (Pacemakerin) | POL  | DNF        |

#### 100 m Hürden
| Platz | Athlet            | Land | Zeit (s) |
| ----- | ----------------- | ---- | -------- |
| 1     | Nadine Visser     | NED  | 12,57 MR |
| 2     | Cindy Sember      | GBR  | 12,73    |
| 3     | Ditaji Kambundji  | SUI  | 12,95    |
| 4     | Taliyah Brooks    | USA  | 13,29    |
| 5     | Giada Carmassi    | ITA  | 13,43    |
| 6     | Liz Clay          | AUS  | 13,47    |
| 7     | Klaudia Wojtunik  | POL  | 13,48    |
|       | TeJyrica Robinson | USA  | DNF      |

Wind: +0,8 m/s

#### 400 m Hürden
| Platz | Athlet              | Land | Zeit (s) |
| ----- | ------------------- | ---- | -------- |
| 1     | Femke Bol           | NED  | 54,01 MR |
| 2     | Léa Sprunger        | SUI  | 54,53    |
| 3     | Wiktorija Tkatschuk | UKR  | 54,75    |
| 4     | Cara Nnenya Hailey  | USA  | 55,26    |
| 5     | Leah Nugent         | JAM  | 56,28    |
| 6     | Yasmin Giger        | SUI  | 57,47    |

#### Stabhochsprung
| Platz | Athletin           | Land | Höhe (m) |
| ----- | ------------------ | ---- | -------- |
| 1     | Tina Šutej         | SVN  | 4,70     |
| 2     | Maryna Kylypko     | UKR  | 4,50     |
| 3     | Iryna Schuk        | BLR  | 4,50     |
| 4     | Katerina Stefanidi | GRE  | 4,50     |
| 5     | Margot Chevrier    | FRA  | 4,35     |
| 5     | Pascale Stöcklin   | SUI  | 4,35     |
| 7     | Lene Retzius       | NOR  | 4,35     |
| 8     | Lea Bachmann       | SUI  | 4,20     |
| 9     | Michaela Meijer    | SWE  | 4,05     |